# Електрохолд България
„Електрохолд България“ ЕАД е електроенергийна компания в България.
Компанията е основана през 2005 година като еднолично акционерно дружество, 100% собственост на чешката енергийна компания „ЧЕЗ Груп“, Прага, оглавяваща корпоративна група от 96 компании, 72 от които са в Чехия.

## История
Чешката компания стъпва на българския енергиен пазар в края на 2004 г., когато при приватизацията на електроразпределението в страната придобива мажоритарен дял (67%) от 3 електроразпределителни дружества: „Електроразпределение Столично“ АД, „Електроразпределение София област“ АД и „Електроразпределение Плевен“ АД, които впоследствие (2005) се сливат в общото дружество „ЧЕЗ България“ ЕАД.
През октомври 2006 г. компанията разширява присъствието си и в сферата на производството на електроенергия и топлоенергия, като закупува 100% от капитала на „ТЕЦ Варна“ ЕАД .
През февруари 2013 година в България протича вълна от протести против енергийните монополи, сред които и „ЧЕЗ“, за които правителството обявява, че ще отнеме лиценза им за работа.
Към 2013 г. „ЧЕЗ Груп“, Прага е собственик на следните дружества в България, които се управляват от „ЧЕЗ България“ ЕАД:
- „ЧЕЗ Разпределение България“ АД – за електроразпределение;
- „ЧЕЗ Електро България“ АД – за обществено електроснабдяване;
- „ЧЕЗ Трейд България“ ЕАД – за търговия с електронергия.

През юли 2021 година „ЧЕЗ Груп“ продава дяловете си от дружествата си в България на застрахователната компания „Еврохолд“.
През 2022 година групата си променя името на „Електрохолд България“.